# Sulawesisjön

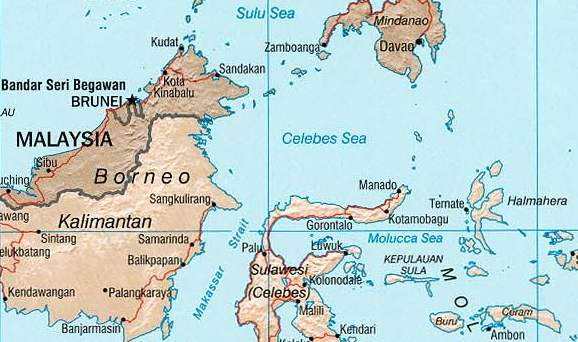
Sulawesisjön, karta på engelska.

Sulawesisjön, Celebessjön, är ett 280 000 km² stort bihav till Stilla havet. Den begränsas i syd av Sulawesi (tidigare Celebes), i väst av Borneo och i norr av den filippinska ön Mindanao. Sulawesisjön har en genomsnittlig djup av 5 000 meter. Det största djupet i havets norra del ligger 6 220 meter under vattenytan.
I Sulawesisjön lever ett stort antal djur- och växtarter och flera arter saknar vetenskaplig beskrivning. Av de 78 valarterna som är kända förekommer 26 i havet och antalet arter koralldjur ligger omkring 580. Tonfiskar, havssköldpaddor, manta och barracudafiskar har en stor population. I september 1997 upptäcktes en ny släkting till havstofsstjärten i Sulawesisjön, Latimeria menadoensis.
I Sulawesisjön förekommer moderna pirater som är utrustade med motortorpedbåtar, radar och GPS. De överfaller inte bara fiskebåtar utan även större containerfartyg. Malaysias regering stationerade därför delar av armén i havet för att skydda turisterna.